# Альтернария
Альтерна́рия (лат. Alternaria) — род грибов, входящий в класс Дотидеомицеты.
Тёмноокрашенные виды, преимущественно паразитирующие на растениях. Обычно образуют цепочки диктиоконидий или фрагмоконидий. Вызываемые ими болезни называются альтернариозы.

## Описание

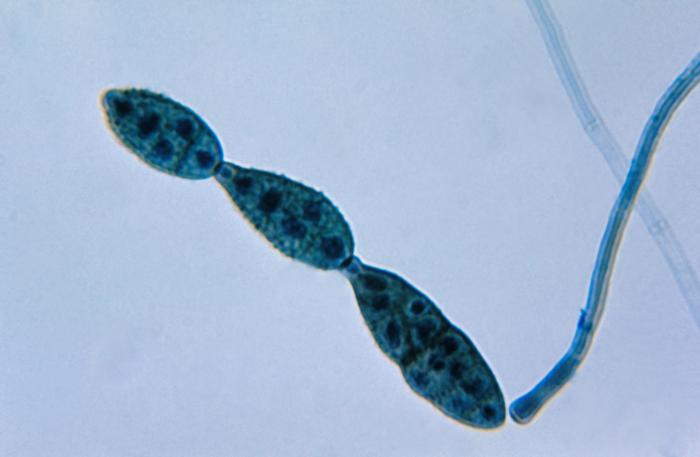
Цепь диктиоконидий на конце конидиеносца

Анаморфная стадия образует широкорастущие, тёмноокрашенные колонии серых, коричнево-чёрных или черноватых тонов. Мицелий септированный, погружённый в среду или (частично) поверхностный, гифы неокрашенные до коричневых. Конидиеносцы простые или разветвлённые, одиночные или в пучках, коричневатые. Конидии (пороконидии) — одиночные или в цепочках, иногда разветвлённых, яйцевидные до цилиндрических, в верхней части у многих видов вытянутые в шейку. Наиболее часто встречаются фрагмоконидии, реже — диктиоконидии. Поверхность конидий гладкая или бугорчатая.
Телеоморфа (типа Lewia) образует шаровидные или яйцевидные, одиночные или скученные плодовые тела (псевдотеции) с выходным отверстием. Аски обычно восьмиспоровые, реже четырёх- — шестиспоровые, битуникатные, цилиндрические до узкобулавовидных. Аскоспоры эллиптические до веретеновидных, многоклеточные.

## Экология
Большинство видов — растительные сапротрофы или факультативные специфичные паразиты, встречающиеся на всех органах растений, вызывая пятнистости.

## Систематика

### Синонимы
- Allewia E.G.Simmons, 1990
- Botryomyces de Hoog & C.Rubio, 1982, nom. illeg.
- Brachycladium Corda, 1838
- Chalastospora E.G.Simmons, 2007
- Chmelia Svob.-Pol., 1966
- Crivellia Shoemaker & Inderb., 2006
- Elosia Pers., 1822
- Embellisia E.G.Simmons, 1971
- Lewia M.E.Barr & E.G.Simmons, 1986
- Macrosporium Fr., 1832
- Nimbya E.G.Simmons, 1989
- Rhopalidium Mont., 1836
- Sinomyces Yong Wang bis & X.G.Zhang, 2011
- Teretispora E.G.Simmons, 2007
- Trichoconiella B.L.Jain, 1976
- Ulocladium Preuss, 1851
- Undifilum B.M.Pryor et al., 2009
- Ybotromyces Rulamort, 1986, nom. nov.

### Виды
Род включает около 300 видов. Некоторые из них:
- Alternaria alternata (Fr.) Keissl. — Альтернария чередующаяся
- Alternaria botrytis (Preuss) Woudenberg & Crous
- Alternaria brassicae (Berk.) Sacc. — Альтернария капусты
- Alternaria brassicicola (Schwein.) Wiltshire — Альтернария капустолюбная
- Alternaria chartarum Preuss — Альтернария бумажная
- Alternaria cheiranthi (Lib.) P.C.Bolle — Альтернария хейранта
- Alternaria cichorii Nattrass — Альтернария цикория
- Alternaria citri Ellis & N.Pierce — Альтернария цитрусов
- Alternaria consortialis (Thüm.) J.W.Groves & S.Hughes — Альтернария соучастная
- Alternaria cucumerina (Ellis & Everh.) J.A.Elliott — Альтернария огурцовая
- Alternaria dauci (J.G.Kühn) J.W.Groves & Skolko — Альтернария моркови
- Alternaria gossypii (Jacz.) Y.Nisik. et al. — Альтернария хлопчатника
- Alternaria longipes (Ellis & Everh.) E.W.Mason — Альтернария длинноножковая
- Alternaria macrospora Zimm. — Альтернария крупноспоровая
- Alternaria ornatissima (Ellis & Barthol.) P.Joly — Альтернария изящнейшая
- Alternaria porri (Ellis) Cif. — Альтернария порея
- Alternaria radicina Meier et al. — Альтернария корневая
- Alternaria ramulosa (Sacc.) P.Joly — Альтернария разветвлённая
- Alternaria solani Sorauer — Альтернария паслёновая
- Alternaria tenuissima (Kunze) Wiltshire — Альтернария тончайшая